# Diocèse de Trapani
Le diocèse de Trapani (en latin : Diœcesis Drepanensis ; en italien : Diocesi di Trapani) est un diocèse de l'Église catholique en Italie, suffragant de l'archidiocèse de Palerme et appartenant à la région ecclésiastique de Sicile.

Région ecclésiastique de Sicile, le diocèse de Trapani est en rouge (avec les îles Égades.)

## Territoire
Le diocèse est situé dans la partie nord du libre consortium municipal de Trapani (auparavant province de Trapani) qui comprend aussi les îles Égades, la partie sud du consortium étant dans le diocèse de Mazara del Vallo, ces deux diocèses sont suffragants de l'archidiocèse de Palerme tout comme le diocèse de Cefalù et l'archidiocèse de Monreale. Son territoire est de 1 089 km2 divisé en 94 paroisses regroupées en 3 archidiaconés.
Le siège épiscopal est à Trapani où se trouve la cathédrale Saint Laurent. Le diocèse compte aussi quatre basiliques mineures : les basiliques de la Sainte-Annonciation-de-Marie (it) (cette basilique conserve la statue de la Madone de Trapani ainsi que des reliques de saint Albert de Trapani), San Pietro et
San Nicolò (it) à Trapani et Santa Maria Assunta (it) à Alcamo ; dans la même ville, le sanctuaire de Notre Dame des Miracles (it) est le lieu de pèlerinage depuis que le 21 juin 1547, plusieurs personnes déclarent avoir vu la Vierge avec l'Enfant Jésus puis découvrent ensuite au même endroit une image de la Madone.

## Histoire
Le christianisme pénètre dans le territoire de Trapani en raison de son lien étroit avec l'église carthaginoise. Jusqu'à l'occupation arabe de la Sicile, le district de Trapani est soumis à l'autorité de l'évêque du diocèse de Lilibeo (it). Les sources rapportent l'existence d'un évêque de Trapani au IXe – Xe siècle, mais peut-être en raison du déclin de Lilibeo, il est ensuite sous l'autorité de l'archevêque de Syracuse. Lorsque les Normands conquièrent l'île, Trapani et son territoire font partie du nouveau diocèse de Mazara. La première demande pour l'érection d'un diocèse de Trapani remonte à 1496, projet auquel s'opposent les évêques de Mazara. Au XIXe siècle, les initiatives pour la création d'un nouveau diocèse reprennent, soutenues par la conviction de l'ancienneté de l'Église à Trapani et la présence présumée d'un évêque de Trapani (episcopus Drepani) au premier concile de Nicée en 325.
Le diocèse est érigé le 31 mai 1844 par le pape Grégoire XVI avec la bulle pontificale Ut animarum Pastores, en prenant sur le district du diocèse de Mazara del Vallo. Le premier évêque est le rédemptoriste Marolda ; celui-ci doit quitter le diocèse en 1848 à la suite des révoltes, le diocèse est alors confié au vicaire général qui le gouverne jusqu'à la démission de Marolda en octobre 1851. En raison de désaccords entre le gouvernement de Naples et le Saint-Siège, le diocèse reste vacant pendant près de deux ans jusqu'à la nomination de Rinaldi. Il vit les années, difficiles et tendues, de l'unification de l'Italie, qui aboutissent à la suppression des ordres religieux et la liquidation des biens de l'Église ; rien qu'à Trapani, 541 propriétés du diocèse sont confisquées et mises en vente. En 1911, Mgr Raiti célèbre le premier synode diocésain. Le 15 septembre 1950, en vertu du décret Diœcesis Drepanensis de la congrégation pour les évêques, le diocèse s'agrandit en annexant des territoires du diocèse de Mazara del Vallo dont l'île de Pantelleria. Le 8 mai 1993, le pape Jean-Paul II fait une visite pastorale au diocèse.

## Évêques
- Vincenzo Maria Marolda, C.SS.R. (1844-1851)
- Vincenzo Ciccolo Rinaldi (1853-1874)
- Giovanni Battista Bongiorno, C.O. (1874-1879) nommé évêque du diocèse de Caltagirone
- Francesco Ragusa (1879-1895)
- Stefano Gerbino di Cannitello, O.S.B. (1895-1906)
- Francesco Maria Raiti O.Carm. (1906-1932)
- Ferdinando Ricca (1932-1947)
- Filippo Iacolino (1947-1950)
- Corrado Mingo (1950-1961) nommé archevêque de Monreale
- Francesco Ricceri (1961-1978)
- Emanuele Romano (1978-1988)
- Domenico Amoroso, S.D.B (1988-1997)
- Francesco Miccichè (1998-2012)
  - Alessandro Plotti (2012-2013) (administrateur apostolique)
- Pietro Maria Fragnelli (2013-   )

## Sources
- (it) Cet article est partiellement ou en totalité issu de l’article de Wikipédia en italien intitulé « Diocesi di Trapani » (voir la liste des auteurs).
- (en) Catholic Hierarchy